# بيساتي (قومية)
بيساتي، هو مجتمع مسلم يوجد في شمال الهند. هاجر العديد من أفراد قومية البيساتي إلى باكستان عام 1947 (عند الأنفصال) واستقروا في كراتشي والسند.